# Sceloporus formosus
Sceloporus formosus (мексиканська смарагдова колюча ігуана) — вид ігуаноподібних ящірок родини фриносомових (Phrynosomatidae). Ендемік Мексики.

## Поширення і екологія
Мексиканські смарагдові колючі ігуани мешкають у високогір'ях мексиканських штатів Герреро, Пуебла і Оахака та на заході центрального Веракрусу. Вони живуть в первинних і вторинних гірських сосново-дубових і дубових лісах, трапляються на полях. Зустрічаються на висоті від 1850 до 3450 м над рівнем моря. Є живородними.